# Aaron Paul
Aaron Paul (Emmett, Idaho; 27 de agosto de 1979) es un actor estadounidense. Paul es conocido por haber interpretado al personaje de Jesse Pinkman en la serie de AMC Breaking Bad. También tuvo un papel recurrente como Scott en la serie de HBO Big Love, y protagonizó la película Need for Speed.

## Biografía y carrera
Aaron Paul Sturtevant nació en Emmett, Idaho. Asistió a la secundaria Centennial High en Boise. En 2001, Aaron Paul estuvo saliendo con Samaire Armstrong, con la que había trabajado en un episodio de Expediente X a principios de ese año. Más tarde, estuvo saliendo con Jessica Lowndes desde marzo de 2009 hasta abril de 2010. El 1 de enero de 2012 se comprometió con Lauren Corinne Parsekian en París. Se conocieron en el festival de música Coachella en Indio, California, y empezaron a salir juntos un año después en el mismo festival. Se casaron el 26 de marzo de 2013. Su hija Story Annabelle, nació en febrero de 2018. En diciembre de 2021 anunciaron que estaban esperando su segundo hijo. En abril de 2022 hizo público el nacimiento de su hijo Ryden.
En 2013, Aaron y Parsekian recaudaron 1,8 millones de dólares para Kind Campaign, una organización sin ánimo de lucro en contra del bullying.
Antes de Breaking Bad, Paul participó en un videoclip de la banda californiana Korn para la canción «Thoughtless», así como en vídeos musicales de Everlast tales como «White Trash Beautiful».
Paul ha realizado diversos papeles en películas cinematográficas, como Perfect Opposites, Bad Girls From Valley High, Misión imposible 3, Daydreamer, K-Pax, Van Wilder: Animal Party, Whatever It Takes y The Last House on the Left.
También ha hecho apariciones en series como The X-Files, The Guardian, CSI: Crime Scene Investigation, CSI: Miami, ER, Bones, Mentes criminales, Big Love, Sleeper Cell y Veronica Mars.
Paul ha interpretado a Weird Al Yankovic en el cortometraje Weird: The Al Yankovic Story, de Funny or Die.
El 30 de agosto de 2010, Paul fue premiado con el premio Primetime Emmy al mejor actor de reparto en serie dramática, por su participación como Jesse Pinkman en Breaking Bad.
El 23 de septiembre de 2012, fue premiado nuevamente con el premio Primetime Emmy al mejor actor de reparto en serie dramática, por su participación como Jesse Pinkman en Breaking Bad.
Obtuvo el papel protagonista de la película Need For Speed, estrenada en marzo de 2014.
Desde 2014 hasta 2020 dio voz a Todd Chavez en la serie de Netflix, BoJack Horseman'.
Aaron Paul también ha protagonizado el thriller de ciencia ficción Dual junto a Karen Gillan, que se filmó íntegramente en Tampere, Finlandia.

## Filmografía

### Películas
| Año  | Título                          | Papel            | Notas                 |
| ---- | ------------------------------- | ---------------- | --------------------- |
| 2000 | Whatever It Takes               | Floyd            |                       |
| 2000 | Hjælp! Jeg er en fisk           | Chuck            | Voz                   |
| 2001 | K-PAX                           | Michael Powell   |                       |
| 2002 | National Lampoon's Van Wilder   | Wasted guy       |                       |
| 2004 | Perfect Opposites               | Monty Brandt     |                       |
| 2005 | Candy Paint                     | Brad Miller      | Cortometraje          |
| 2005 | Bad Girls from Valley High      | Jonathon Wharton | Directo a Video       |
| 2006 | Choking Man                     | Jerry            |                       |
| 2006 | Misión imposible 3              | Rick Meade       |                       |
| 2007 | Daydreamer                      | Clinton Roark    |                       |
| 2007 | Leo                             | Hustler          | Cortometraje          |
| 2008 | Say Goodnight                   | Victor           |                       |
| 2009 | The Last House on the Left      | Francis          |                       |
| 2010 | Wreckage                        | Rick             |                       |
| 2011 | Quirky Girl                     | Joseph           | Cortometraje          |
| 2012 | Smashed                         | Charlie Hannah   |                       |
| 2013 | Decoding Annie Parker           | Paul             |                       |
| 2014 | Hellion                         | Hollis Wilson    | Coproductor ejecutivo |
| 2014 | A Long Way Down                 | JJ               |                       |
| 2014 | Unity                           | Narrador         | Documental            |
| 2014 | Need for Speed                  | Tobey Marshall   |                       |
| 2014 | Exodus                          | Josué            |                       |
| 2014 | Quad                            | Adam Niskar      |                       |
| 2015 | Fathers and Daughters           | Cameron          |                       |
| 2015 | White Weapon                    | Diego            |                       |
| 2015 | Eye in the Sky                  | Steve Watts      |                       |
| 2015 | The 9th Life of Louis Drax      | Peter            |                       |
| 2016 | Triple Nine                     | Gabe Welch       |                       |
| 2016 | Final Fantasy 15: Kings Glaive  | Nyx              |                       |
| 2016 | Un espía y medio                | Phil Stanton     |                       |
| 2016 | Come and Find Me                | David            |                       |
| 2018 | American Womann                 | Chris            |                       |
| 2018 | Welcome Home                    | Bryan            |                       |
| 2019 | The Parts You Lose              | Fugitivo         |                       |
| 2019 | El Camino: A Breaking Bad Movie | Jesse Pinkman    | Productor             |
| 2020 | Adam                            | Adam Niskar      |                       |
| 2022 | Dual                            | Trent            |                       |
| 2025 | Ash                             | Brion            | Posproducción         |

### Televisión
| Año       | Título                            | Papel                              | Notas |
| --------- | --------------------------------- | ---------------------------------- | --- |
| 1998      | Even the Losers                   | Desconocido                        | Episodio Piloto |
| 1999      | Locust Valley                     | Gregor                             | Episodio Piloto |
| 1999      | Beverly Hills, 90210              | Chad                               | Episodio: "Fortune Cookie" |
| 1999      | Melrose Place                     | Frat boy                           | Episodio: "The Daughterboy" |
| 1999      | Suddenly Susan                    | Zipper                             | Episodio: "A Day in the Life" |
| 1999      | 3rd Rock from the Sun             | Student                            | Episodio: "Dick's Big Giant Headache: Part II" |
| 2000      | Get Real                          | Derek                              | Episodio: "History Lessons" |
| 2001      | 100 Deeds for Eddie McDowd        | Ethan                              | Episodio: "Eddie Loves Tori" |
| 2001      | The Division                      | Tyler Petersen                     | Episodio: "Hero" |
| 2001      | Nikki                             | Scott                              | Episodio: "Family Lies" |
| 2001      | The Guardian                      | Ethan Ritter                       | Episodio: "The Men from the Boys" |
| 2001      | The X-Files                       | David "Sky Commander Winky" Winkle | Episodio: "Lord of the Flies" |
| 2001–2002 | Judging Amy                       | "X-Ray" Conklin                    | 2 episodio |
| 2002      | NYPD Blue                         | Marcus Denton                      | Episodio: "Oh, Mama!" |
| 2002      | CSI: Crime Scene Investigation    | Peter Hutchins, Jr.                | Episodio: "Felonious Monk" |
| 2002      | Birds of Prey                     | Jerry                              | Episodio: "Pilot" |
| 2002      | Thoughtless (Korn)                | Él mismo                           | Videoclip |
| 2003      | Punk'd                            | Él mismo                           | |
| 2003      | The Snobs                         | Clay                               | Episodio Piloto |
| 2003      | ER                                | Doug                               | Episodio: "A Saint in the City" |
| 2003      | Kingpin                           | Stoner                             | Episodio: "El Velorio" |
| 2003      | CSI: Miami                        | Ben Gordon                         | Episodio: "Grave Young Men" |
| 2003      | Guiding Light                     | Adrian Pascal                      | 1 Episodio |
| 2003      | Threat Matrix                     | Shane                              | Episodio: "Natural Borne Killers" |
| 2004      | Line of Fire                      | Drew Parkman                       | Episodio: "Mother & Child Reunion" |
| 2005      | Veronica Mars                     | Eddie Laroche                      | Episodio: "Silence of the Lamb" |
| 2005      | Joan de Arcadia                   | Denunzio                           | Episodio: "Secret Service" |
| 2005      | Point Pleasant                    | Mark Owens                         | 3 episodios |
| 2005      | Mentes criminales                 | Michael Zizzo                      | Episodio: "The Popular Kids" |
| 2005      | Sleeper Cell                      | Teen                               | Episodio: "Al-Faitha" |
| 2006      | Bones                             | Stew Ellis                         | Episodios: "The Superhero in the Alley" y "Fury" |
| 2007–2011 | Big Love                          | Scott Quittman                     | 14 episodios |
| 2008–2013 | Breaking Bad                      | Jesse Pinkman                      | 62 episodios Primetime Emmy Award for Outstanding Supporting Actor in a Drama Series (2010, 2012) Prism Award for Male Performance in a Drama Series – Multi-Episode Story Line (2011) Satellite Award for Best Supporting Actor – Series, Miniseries or Television Film (2014) Saturn Award for Best Supporting Actor on Television (2010, 2012) Screen Actors Guild Award for Outstanding Performance by an Ensemble in a Drama Series (2014) Nominado—Critics' Choice Television Award for Best Supporting Actor in a Drama Series (2012) Nominado—Dorian Award for TV Performance of the Year - Actor (2013) Nominado—Golden Globe Award for Best Supporting Actor – Series, Miniseries or Television Film (2014) Nominado—Primetime Emmy Award for Outstanding Supporting Actor in a Drama Series (2009, 2013) Nominado—Prism Award for Male Performance in a Drama Series – Multi-Episode Story Line (2010, 2013) Nominado—Satellite Award for Best Supporting Actor – Series, Miniseries or Television Film (2010) Nominado—Saturn Award for Best Supporting Actor on Television (2011, 2014) Nominado—Screen Actors Guild Award for Outstanding Performance by an Ensemble in a Drama Series (2011, 2013) Nominado—TCA Award for Individual Achievement in Drama (2010) |
| 2012      | Robot Chicken                     | Glenn                              | Voz Episodio: "Robot Chicken DC Comics Special" |
| 2012–2013 | Tron: Uprising                    | Cyrus                              | Voz 3 episodios |
| 2013      | Los Simpson                       | Jesse Pinkman                      | Episodio: "What Animated Women Want" |
| 2013      | Saturday Night Live               | Jesse Pinkman / Meth Nephew        | Episodio: "Tina Fey/Arcade Fire" |
| 2014      | WWE Raw                           | Él mismo / Invitado                | Episodio: 1,085 |
| 2014      | Top Gear                          | Él mismo / Invitado                | Serie 21, Episodio 5: "Fastest Driver" |
| 2014-2020 | BoJack Horseman                   | Todd Chavez (voz)                  | 77 capítulos, productor ejecutivo |
| 2016-2018 | The Path                          | Eddie Lane                         | 36 capítulos, productor |
| 2017      | Black Mirror                      | Gamer691 (voz)                     | Episodio: "USS Callister" |
| 2019-2020 | Truth Be Told                     | Warren Cave                        | 8 episodios |
| 2020—2022 | Westworld                         | Caleb Nichols                      | Elenco Principal, serie de TV (16 episodios) |
| 2022      | Better Call Saul                  | Jesse Pinkman                      | Episodios: "Breaking Bad" y "Waterworks" |
| 2023      | Black Mirror                      | Cliff Stanfield                    | Episodio: "Beyond the sea" |
| 2023      | It's Always Sunny in Philadelphia | Él mismo                           | Episodio: "Celebrity Booze: The Ultimate Cash Grab" |

## Premios y nominaciones

### Globos de Oro
| Año  | Categoría                                              | Trabajo Nominado | Resultado | Ref.   |
| ---- | ------------------------------------------------------ | ---------------- | --------- | ------ |
| 2014 | Mejor actor de reparto de serie, miniserie o telefilme | Breaking Bad     | Nominado  | [ 17 ] |

### Premios Emmy
| Año  | Categoría                                | Trabajo Nominado | Resultado | Ref.   |
| ---- | ---------------------------------------- | ---------------- | --------- | ------ |
| 2009 | Mejor actor de reparto - Serie dramática | Breaking Bad     | Nominado  | [ 18 ] |
| 2010 | Mejor actor de reparto - Serie dramática | Breaking Bad     | Ganador   | [ 18 ] |
| 2012 | Mejor actor de reparto - Serie dramática | Breaking Bad     | Ganador   | [ 18 ] |
| 2013 | Mejor actor de reparto - Serie dramática | Breaking Bad     | Nominado  | [ 18 ] |
| 2014 | Mejor actor de reparto - Serie dramática | Breaking Bad     | Ganador   | [ 18 ] |